# ۶۰ ثانیه تنهایی در سال صفر
۶۰ ثانیه تنهایی در سال صفر (انگلیسی: 60 Seconds of Solitude in Year Zero) یک فیلم آنتولوژی است که از ۶۰ فیلم کوتاه یک‌دقیقه‌ای تشکیل شده‌است که توسط ۶۰ کارگردان، کارگردانی شده‌است و دربارهٔ موضوع «مرگ سینما» است.
فیلم چکامه‌ای برای فیلم ۳۵ میلیمتری است و به «آزادی اندیشه در سینما» تقدیم شده‌است. سرمایه‌گذاری این فیلم توسط پایتخت فرهنگی اروپا، وزارت فرهنگ استونی و کمیتهٔ مشترک جشنواره‌های اروپا-ژاپن انجام شده‌است.

## گزیدهٔ کارگردانان
- تام تیکور (آلمان)
- امیر نادری (ایران)
- پارک چان-ووک (کرهٔ جنوبی)
- کیم جی-وون (کرهٔ جنوبی)
- میشائل گلاووگر (اتریش)
- بریانته مندوزا (فیلیپین)
- پن-ئک راتاناروآنگ (تایلند)
- گاکوریو ایشیئی (ژاپن)
- شینجی آئویاما (ژاپن)
- نایومی کاواسه (ژاپن)
- ویموکی جایاسوندرا (سریلانکا)
- آلبرت سرا (اسپانیا)
- ویکو اوونپو (استونی)
- آدام وینگارد (ایالات متحده آمریکا)
- برایان یوزنا (ایالات متحده آمریکا)